# 48 Heures chrono
Pour les articles homonymes, voir The Factory.
Pour plus de détails, voir Fiche technique et Distribution.
48 Heures chrono, Le Collectionneur en version québécoise ou The Factory en version originale, est un film d'horreur américain réalisé par Morgan O'Neill, avec John Cusack, sorti en 2011.

## Synopsis
Un inspecteur de la ville de Buffalo, tourmenté par sa traque de trois ans d'un tueur en série de prostituées, se trouve confronté à l'enlèvement de sa fille de 17 ans par celui-ci. Les filles, d'abord enlevées, doivent accoucher pour éviter d'être assassinées. La première des filles enlevées, stérile mais amoureuse du tueur.

## Fiche technique
- Titre original : The Factory
- Titre québécois : Le Collectionneur
- Réalisation : Morgan O'Neill
- Scénario : Paul Leyden et Morgan O'Neill
- Genre : horreur
- Format : couleur
- Pays d'origine :  États-Unis
- Langue : anglais
- Sites des prises de vues :  Une scène du film (et une ou des cascades) a été réalisée dans la nuit du 1er au 2 février 2008 au Québec, plus particulièrement à Lachine, rue Victoria, et ce en plein cocktail météo de grésil, pluie et neige.
- Date de sortie :  France 29 mai 2013

## Distribution
- John Cusack : Mike Fletcher
- Jennifer Carpenter : Kelsey Walker
- Dallas Roberts : Carl Anthony "Papa" Gemeaux
- Mae Whitman : Abby Fletcher
- Sonya Walger : Shelley Fletcher
- Mageina Tovah : Brittany
- Katherine Waterston : Lauren
- Gary Anthony Williams : Darryl
- Michael Trevino : Tad
- Cindy Sampson : Crystal
- Vincent Messina : Jed
- Lita Tresierra : Divine
- Ksenia Solo : Emma